# Klaus Waldeck

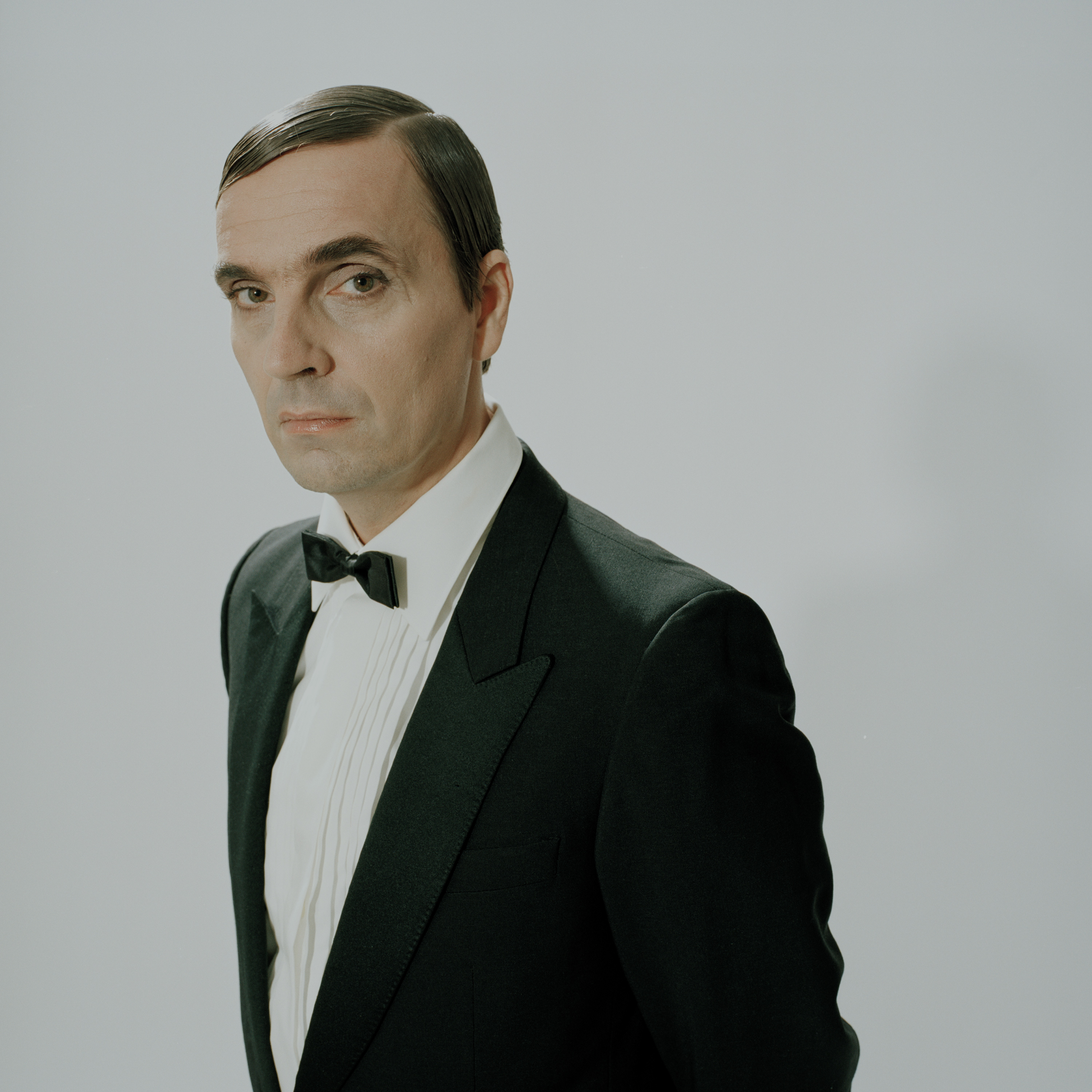
Klaus Waldeck

Klaus Waldeck (* 23. März 1966 in Wien) ist ein österreichischer Musiker und Produzent im Bereich der Elektronischen Musik. Er tritt zumeist nur unter seinem Nachnamen als Waldeck auf, ist aber auch als Dr. Waldeck und als Teil des Acts und Produzent von saint privat & Zeebee bekannt. Sein Stil umfasst verschiedene Ausprägungen des Trip-Hop bis hin zu einer experimentellen, elektronischen Spielart des Jazz.

## Leben und Wirken
Waldeck wuchs in Wien auf. Sein Vater war Rechtsanwalt. Im Alter von sechs Jahren begann Waldeck mit dem Klavierunterricht, schlug jedoch nicht direkt eine musikalische Karriere ein. Waldeck studierte Jura und plante, in London seine Dissertation über Urheberrechtsfragen anzufertigen, geriet dort aber wieder in engeren Kontakt mit der Musikszene. 1996 kehrte er nach Wien zurück, dort produzierten die  Down Tempo Stars Kruder und Dorfmeister und Gründer des „Wiener Sounds“ seine ersten Tracks auf der EP Northern Lights.
Sein erstes Album Balance of The Force erschien im Jahr 1998 und liegt stilistisch dem Genre Trip-Hop nahe. 2001 erschien sein zweites Album, The Night Garden. Es war sieben Wochen in den österreichischen Album-Verkaufscharts und erreichte Platz 47. Im gleichen Jahr gründete Waldeck sein eigenes Musiklabel Dope Noir Records, wo er seine folgenden Alben herausbrachte.
In seinem Album Ballroom Stories (2007), das stark Jazz-inspiriert ist, greift er vielfach auf den Gesang von Joy Malcolm, Brian Amos oder zeebee zurück. Die Titel Memories und Make My Day stechen hierbei besonders hervor. Zweiterer wurde auch als Titelmelodie der TV-Werbung des neuen C-Klasse-Mercedes mit Fernando Alonso herangezogen. Das Album hielt sich zehn Wochen in den österreichischen Album-Verkaufscharts mit der Höchstplatzierung 49.
Das Lied get up… Carmen wurde 2010 in einer TV-Kampagne des österreichischen Mobilfunkbetreibers A1 verwendet. Auch die italienische Modemarke Versace verwendete in ihren Spot Musik aus dem Album Ballroom Stories.
2008 arbeitete er mit seinem Bruder Peter Waldeck an dem Musical Fantomas – das Action Musical.
Im Juli 2016 veröffentlichte Waldeck sein 4. Album Gran Paradiso. Anlässlich des 20-jährigen Bestehens von Dope Noir Records erschien im März 2021 das Album Surprise.

## Diskografie

### Alben
- Balance of the Force (1998)
  - Balance of the Force Remixed (1998) (Mix-Album)
- The Night Garden (2001)
  - The Night Garden Reflowered (2002) (Mix-Album)
- Ballroom Stories (2007)
- Waldeck’s Gramophone Vol. 1 „Swing & Champagne“ (2008)
- Gran Paradiso (2016)
- Atlantic Ballroom (2018)
- Grand Casino Hotel (2020)
- 20 Years Dope Noir - Blue Album (2021)
- The Moon And The Orient (2024)

### EPs
- Northern Lights (1996)
- The Weatherman (2015)
- It Might Be French (feat. Patrizia Ferrara) (2021)

### Singles
- Aquarius (1997)
- Wake Up (1997)
- Children of the Ghetto (1998)
- Defenceless (1999)
- This Isn’t Maybe (2000)
- This Isn’t Maybe (12" release) (2002)
- Tears Running Dry (2002)
- Make My Day (2006)
- One Of These Days (feat. Patrizia Ferrara) (2020)